# Rioux
Rioux es una comuna francesa, situada en el département de Charente Marítimo y en la Región de Poitou-Charentes, en el sudoeste de Francia.
Los habitantes de Rioux reciben el nombre de Rioutais o Rioutaises

## Administración
Lista de alcaldes conocidos de Rioux
| 2001 a 2008   | 2008-             |
| ------------- | ----------------- |
| Yvan Lucazeau | Philippe Soulisse |

## Demografía
| 1962 | 1968 | 1975 | 1982 | 1990 | 1999 | 2006 |
| ---- | ---- | ---- | ---- | ---- | ---- | ---- |
| 623  | 615  | 685  | 645  | 715  | 771  | 876  |

Evolución demográfica según INSEE

## Monumentos y lugares de interés

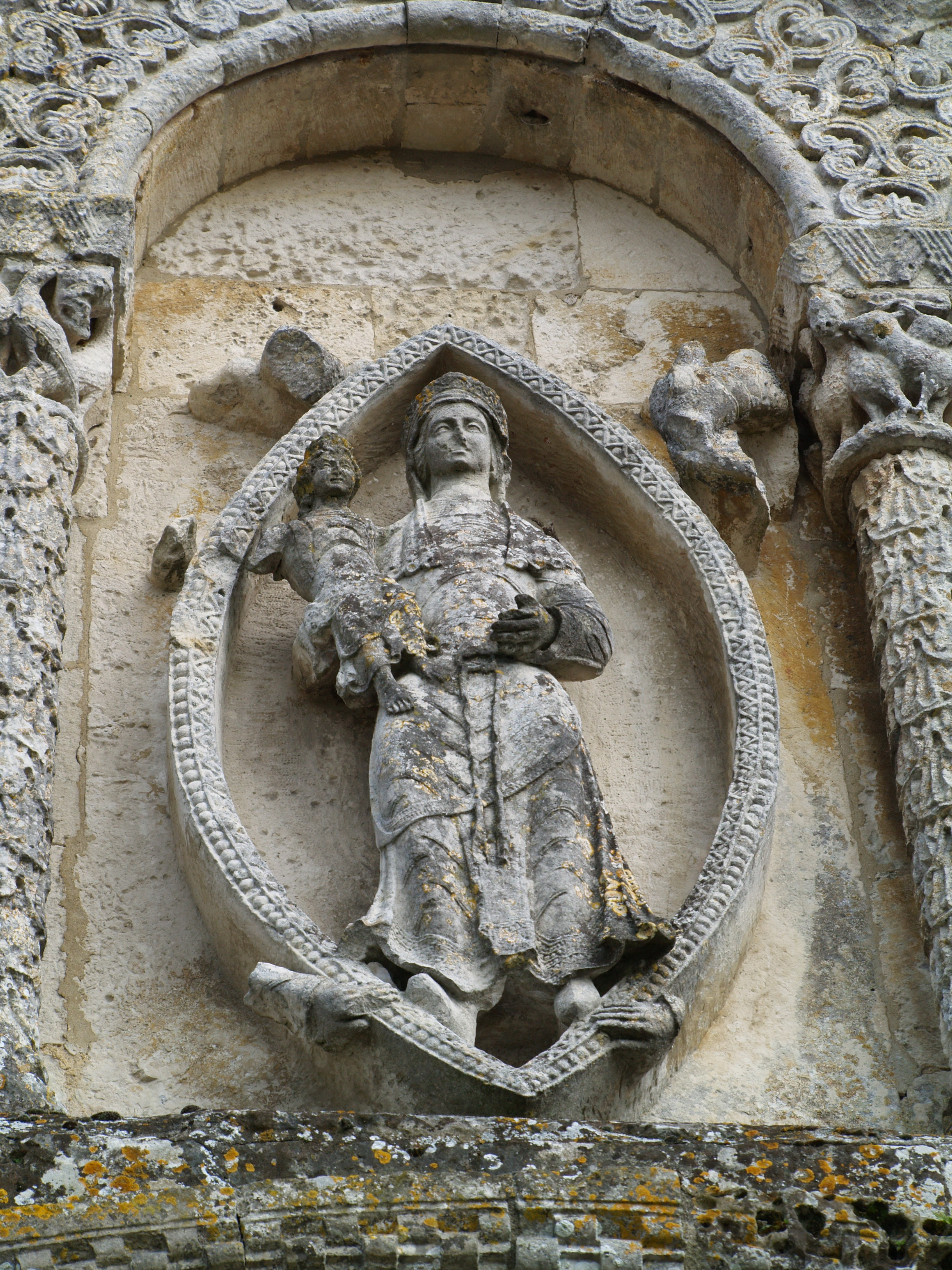
Virgen con niño, Iglesia de Notre-Dame.

- Iglesia de Notre-Dame de Rioux, siglo XII

Chevet ricamente decorado y fachada Saintonge romane decorada con una Virgen con Niño en una aureola.

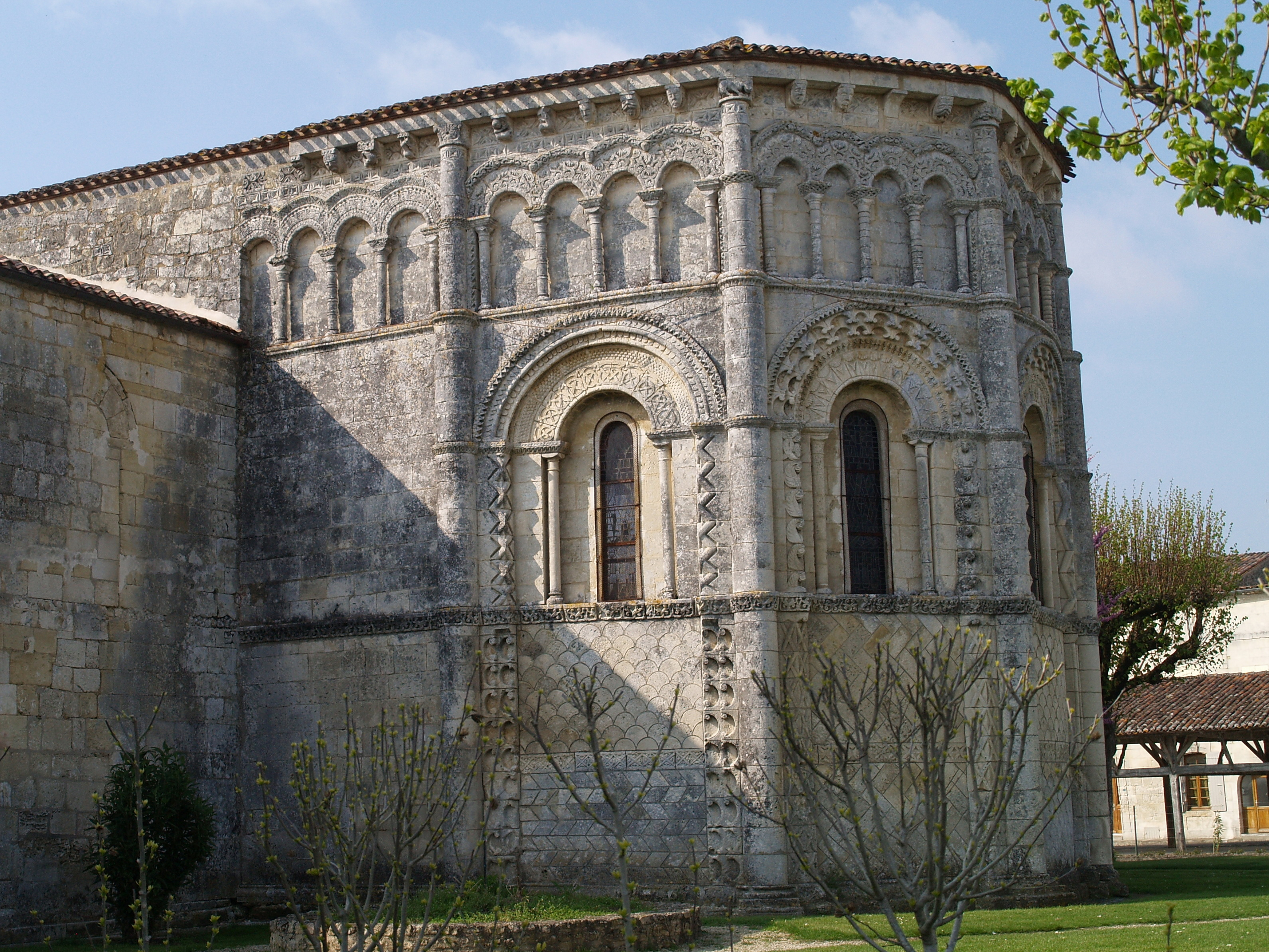
El chevet de la iglesia de la Notre-Dame de Rioux, con su rica ornamentación románica.
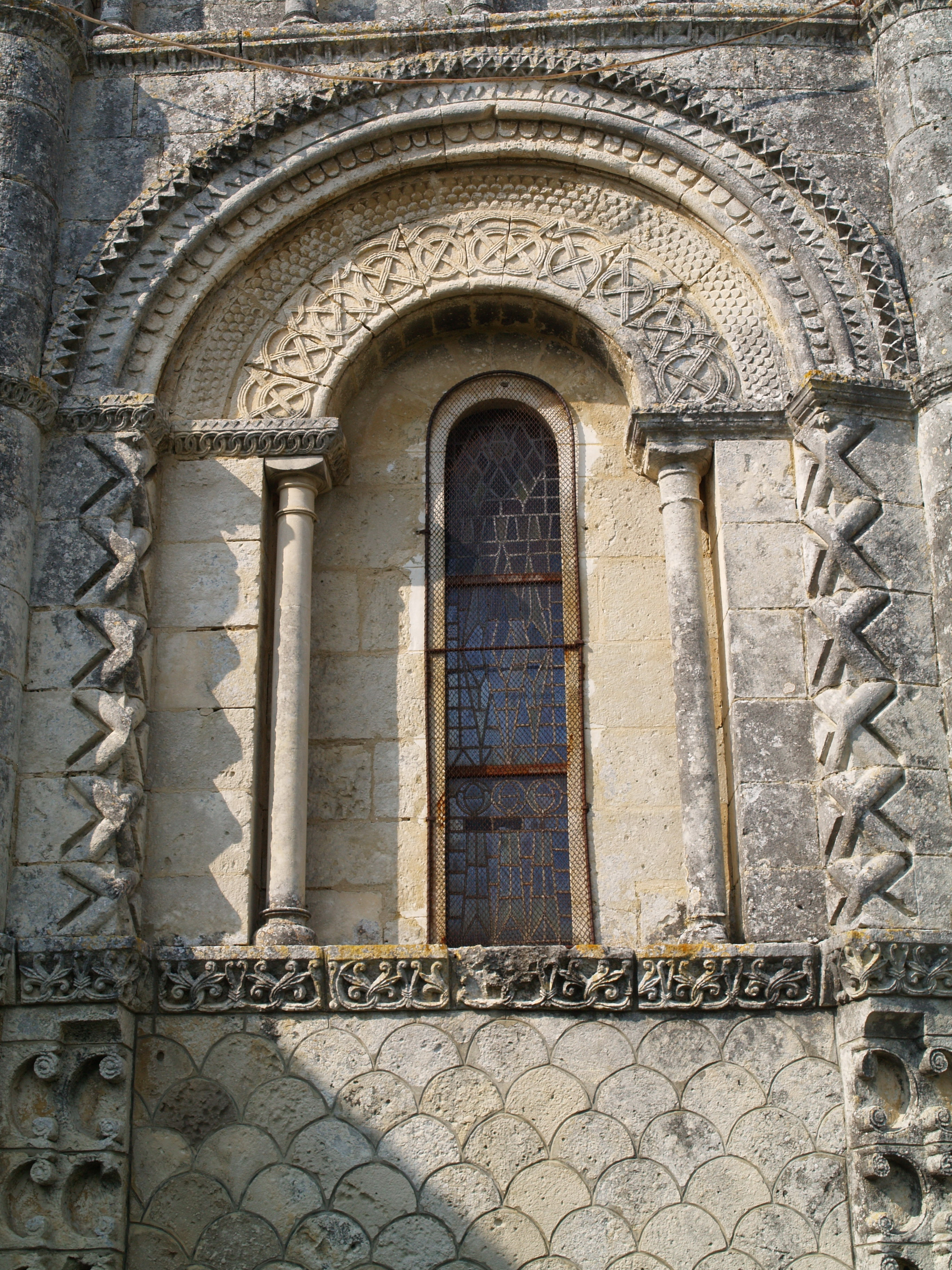
Ventana románica decorada con motivos geométricos y conchas.
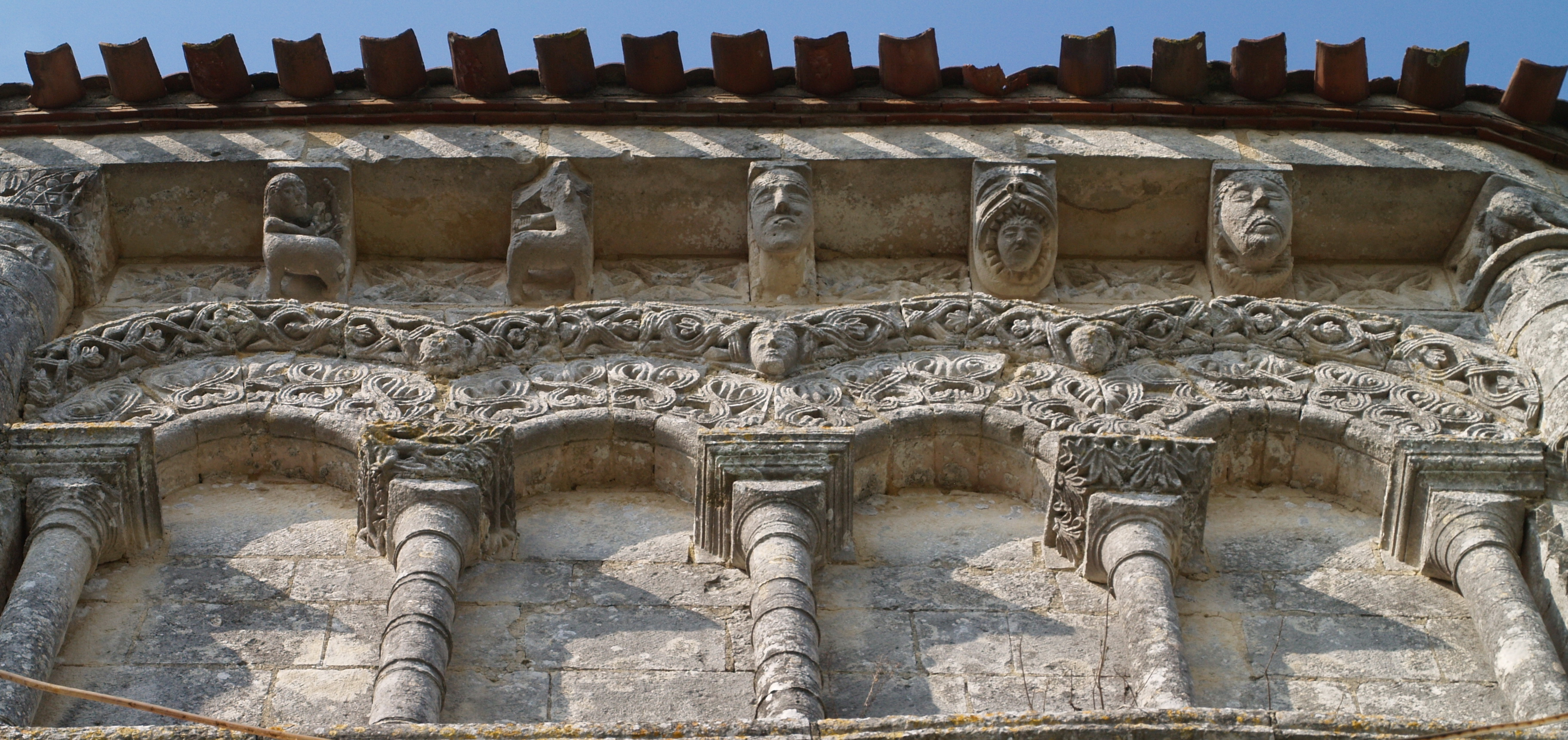
Detalle la la parte superior de una arcada ricamente decorada. Ejemplo de cornisa con modillones.
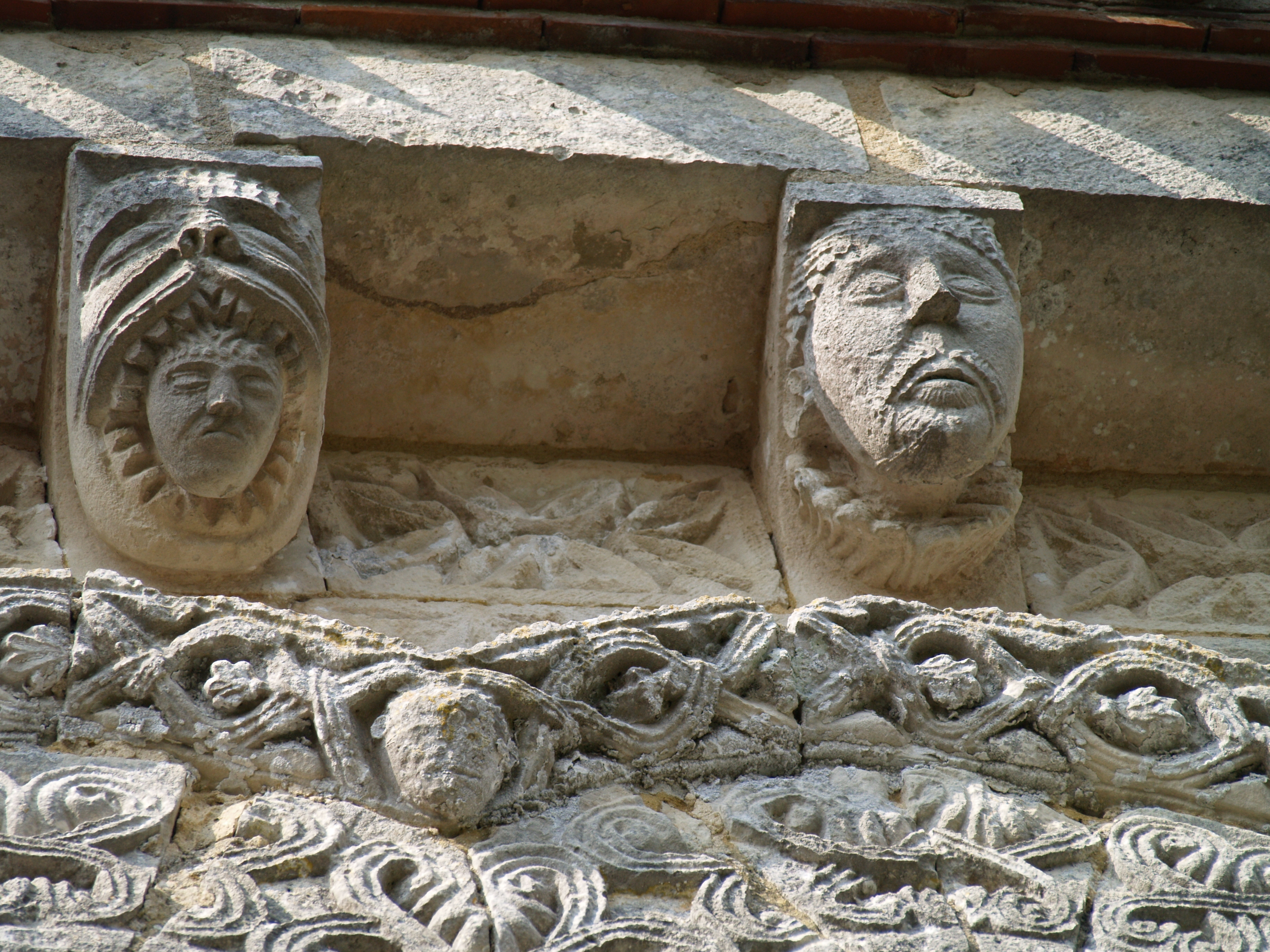
Detalle de los modillones.

- Mercado del siglo XV

El mercado fue rehabilitado en el siglo XIX. La tradición de las ferias agrícolas de Rioux se mantuvo hasta los años 1970.
- El Château de Rioux data del siglo XV, parcialmente reedificado en el siglo XVII.

## Galería
Seleccione una imagen para aumentarla.

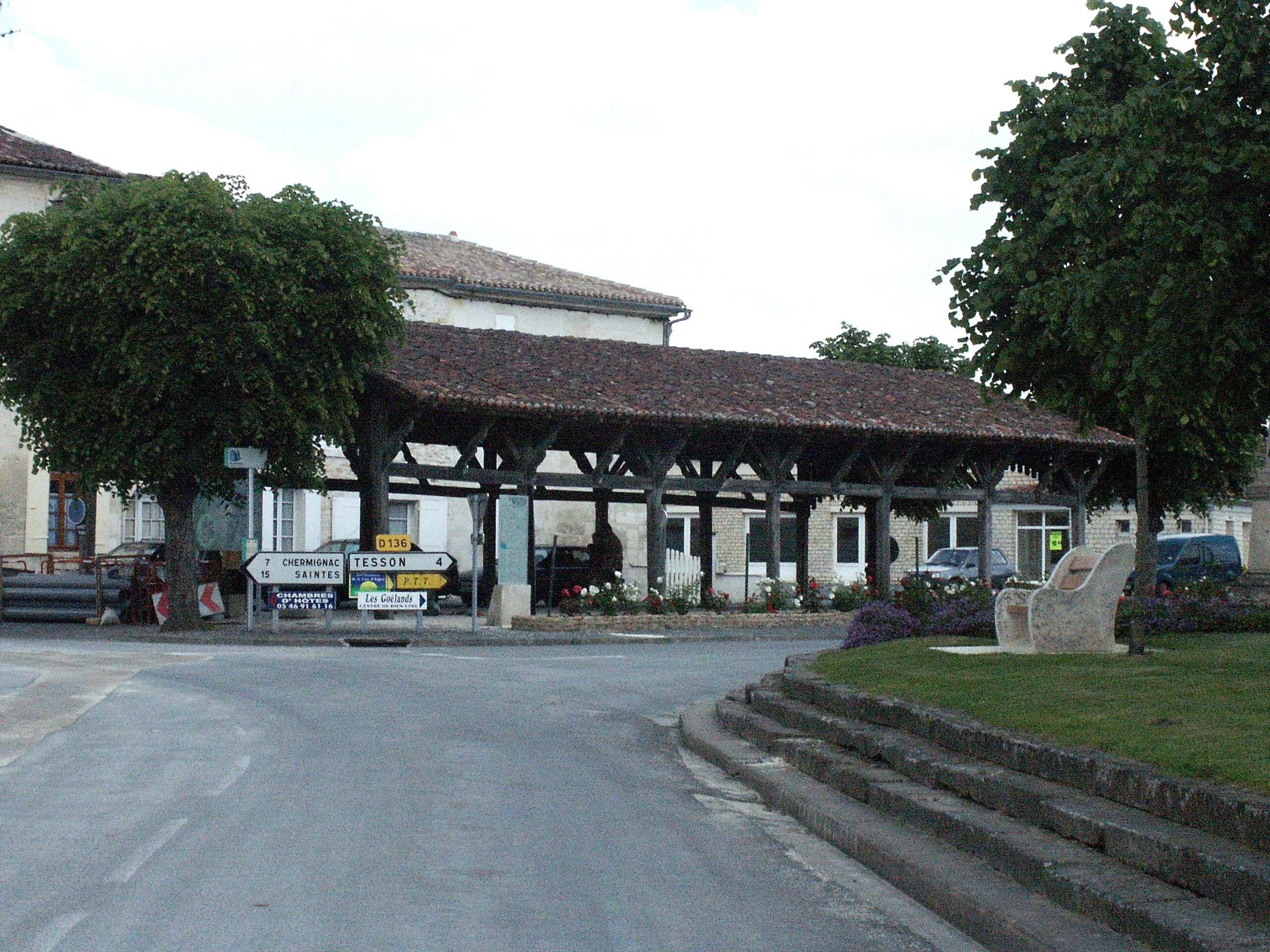
Mercado
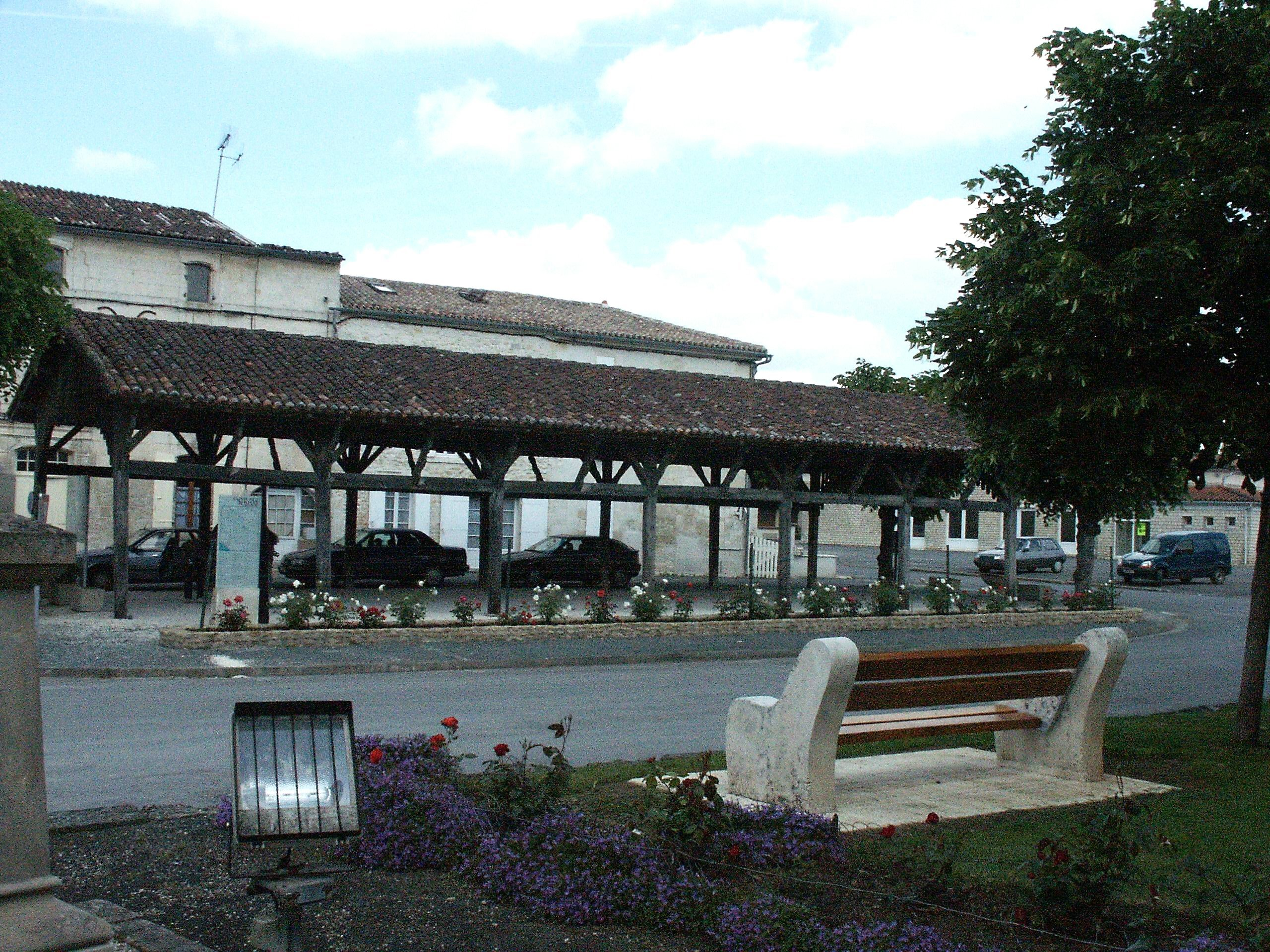
Mercado
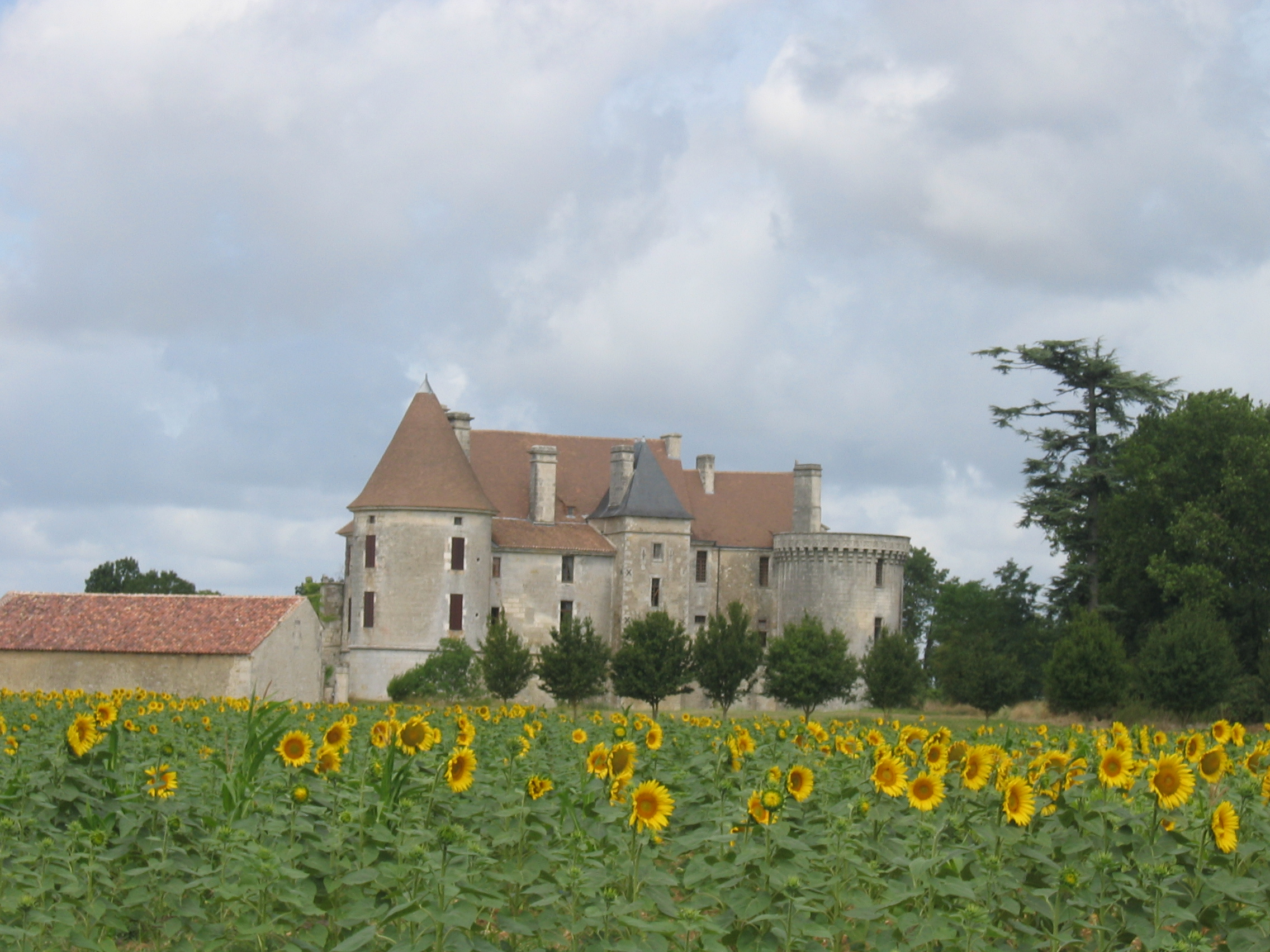
Château de Rioux
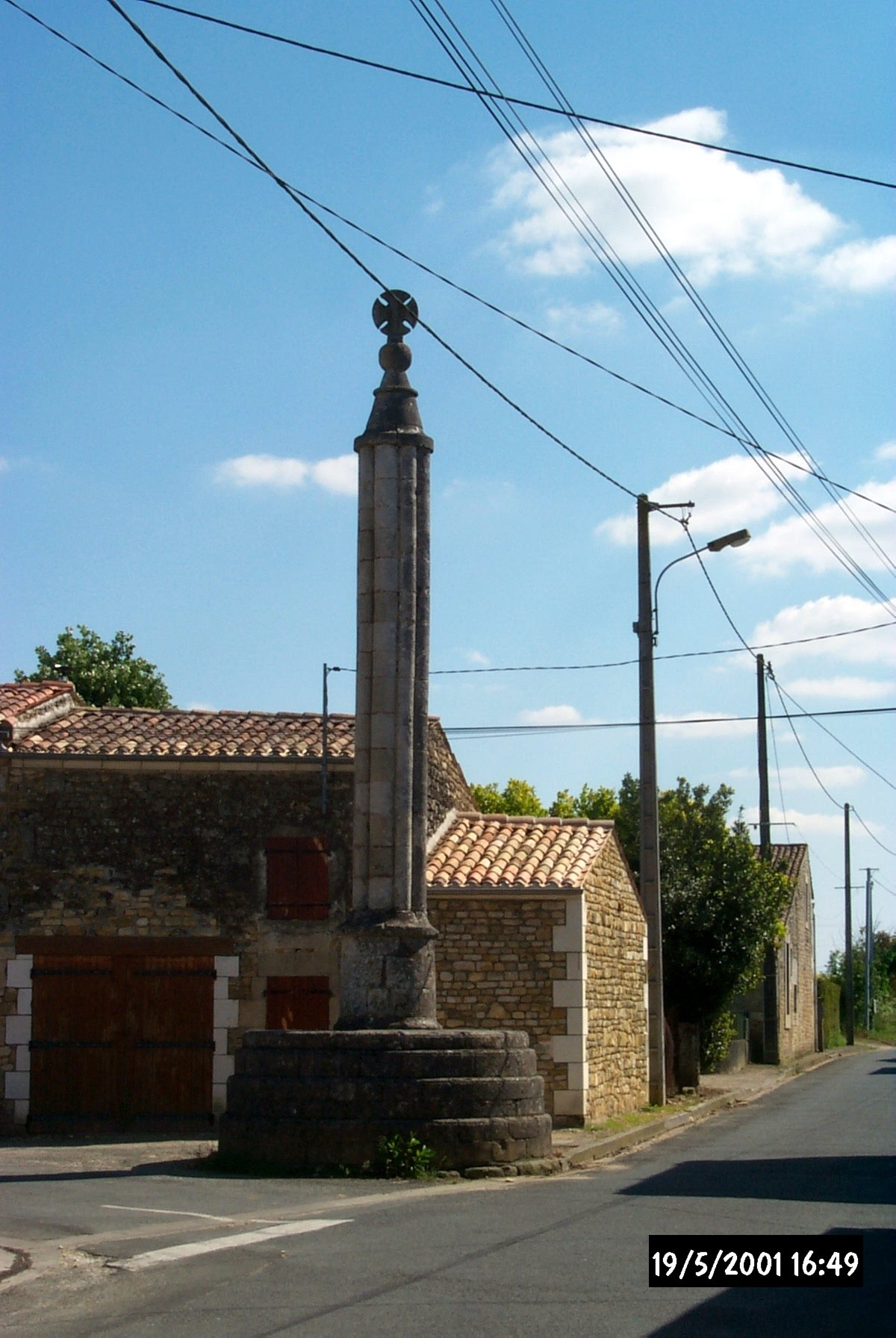
La villa
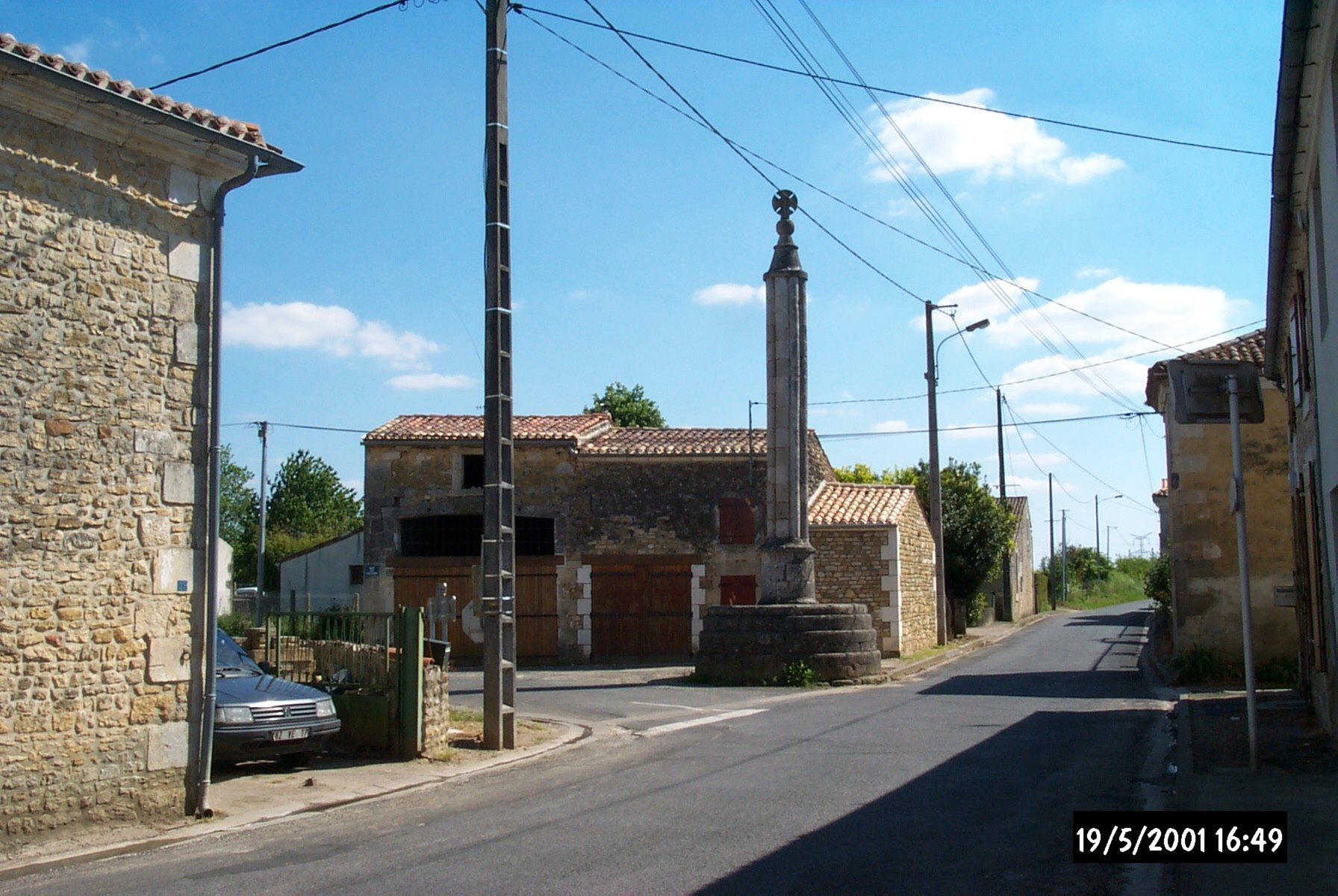
La villa
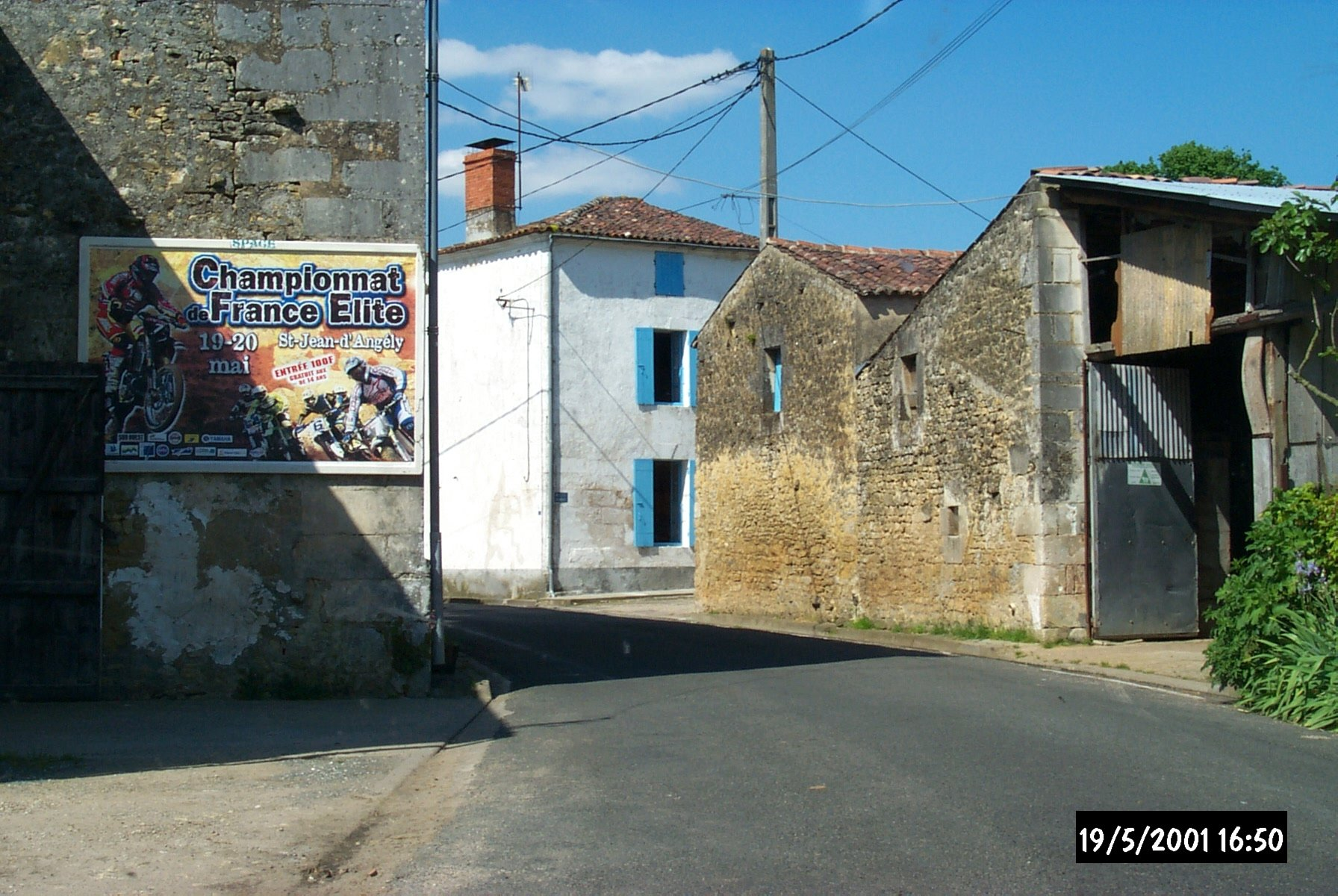
La villa
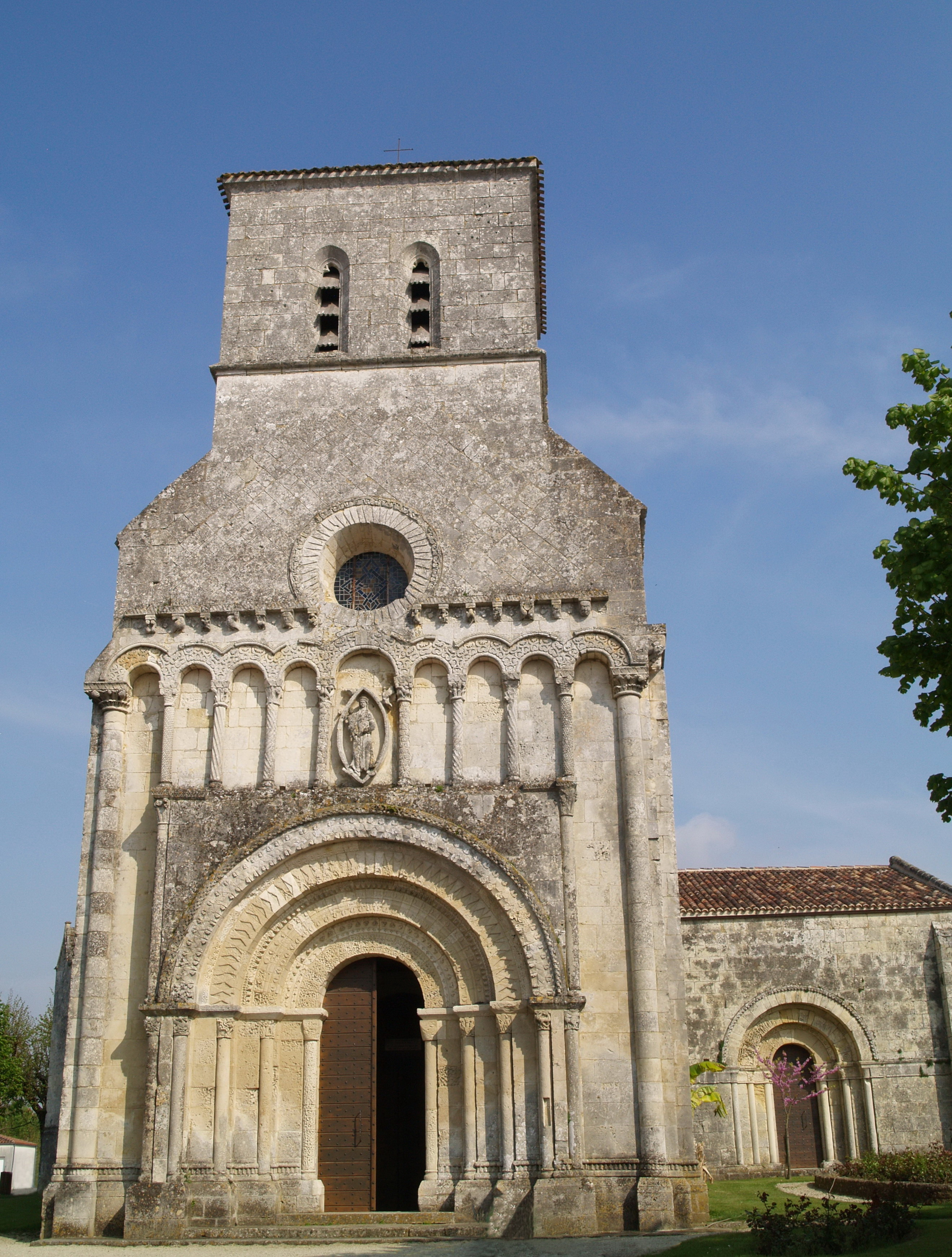
Iglesia de Notre-Dame
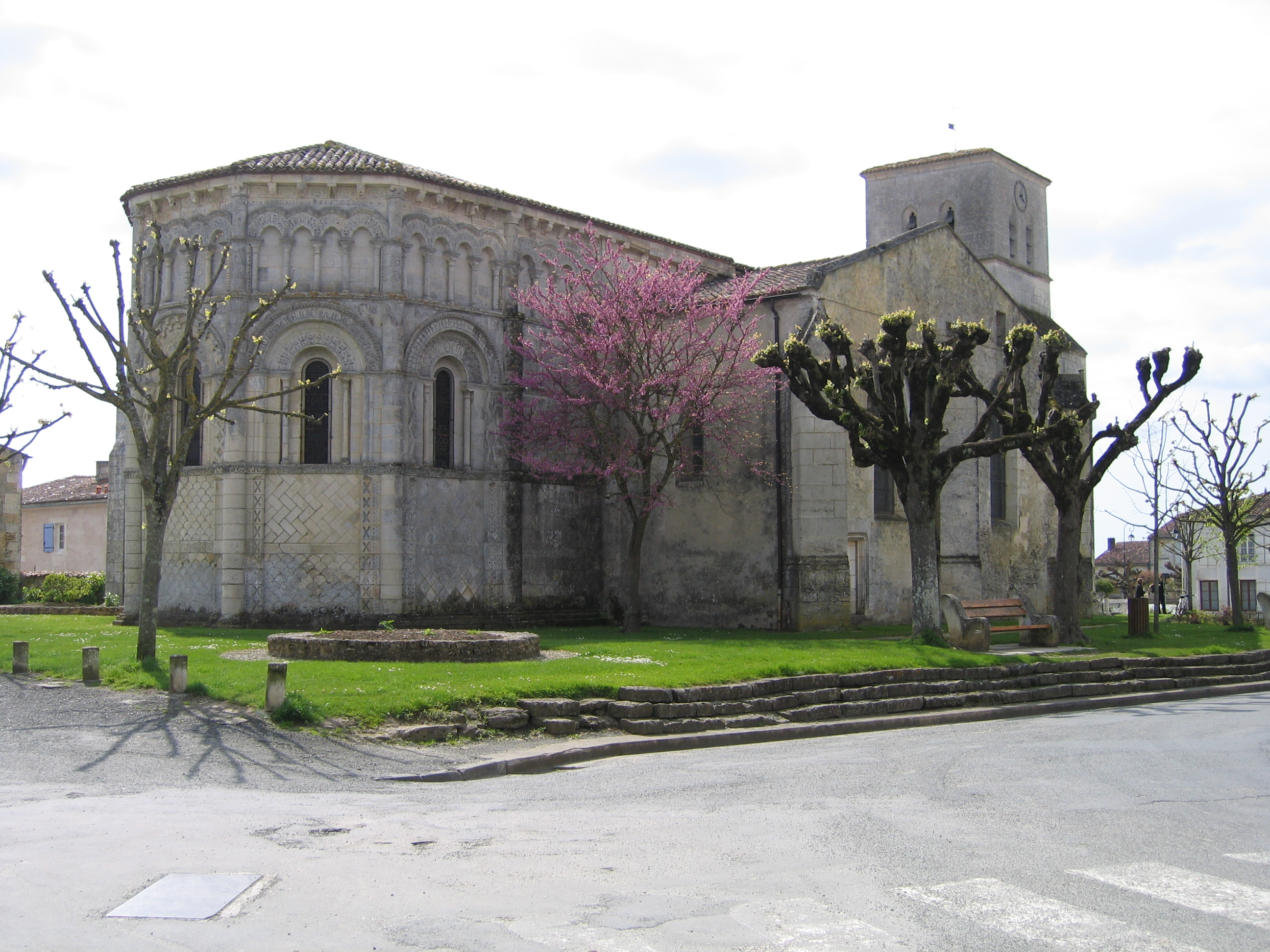
Iglesia de Notre-Dame